# Charles-Louis Lavigne
Pour les articles homonymes, voir Lavigne.
Charles-Louis Lavigne, né le 6 janvier 1840 à Marvejols, en Lozère (France) et décédé le 11 décembre 1913 à Trincomalee (Sri Lanka), était un prêtre jésuite français, missionnaire en Inde et à Ceylan (Sri Lanka), et évêque de Trincomalee de 1898 à sa mort.

## Biographie
Charles Lavigne est né en Lozère en 1840. La seconde moitié du XIXe siècle voit l'élan des grandes missions chrétiennes vers l'Asie et l'Afrique, dans lesquelles beaucoup de jésuites s'engagent. Les départs pour les missions outremer sont indirectement encouragés par le fait que les jésuites sont plusieurs fois expulsés de France.
Lavigne entre dans la Compagnie de Jésus, et est ordonné prêtre le 17 décembre 1864, à Mende. Il s'engage ensuite dans une mission vers l'Inde du Sud et le Sri Lanka. Il devient vicaire apostolique de Changanassery (en), sur la côte de Malabar, en 1887. Avec son ordination épiscopale on lui attribue le siège titulaire de Milevum. Il fonde en 1888 les franciscaines clarisses de rite syro-malabar. Il résigne son poste en 1896 lorsqu'il est nommé et devient évêque de Trincomalee (Sri Lanka) en 1898 ce qu'il reste jusqu'à sa mort en 1913.